# Operace Imposing Law
Operace Imposing Law (resp. Operace Law and Order - Operace Právo a pořádek; arabsky عملية القانون والنظام‎, amaliat al-qaanoon wa an-nazaam - Operace Fardh al-Qanoon, známa i jako Bagdádský bezpečnostní plán (anglicky Baghdad Security Plan, BSP; arabsky فرض القانون‎) představovala plán iráckých a koaličních vojsk na zlepšení bezpečnostní situace v iráckém hlavním městě Bagdádu. Celé město bylo rozděleno do devíti oblastí, v nichž pracovaly bezpečnostní týmy. Od začátku byla operace vnímána jako rozhodující bod války v Iráku. Velitel amerických vojsk generál David Petraeus prohlásil, že v případě neúspěchu je Irák „odsouzen k zániku“. Podobná vyjádření zazněla od více členů amerického Kongresu. Operace probíhala téměř rok a jejím výsledkem bylo rapidně zlepšená bezpečnostní situace ve městě.